# 鈴木尚 (ゲームクリエイター)
鈴木 尚（すずき ひさし、1961年8月30日 - ）は、日本の実業家。スクウェア（現スクウェア・エニックス）創業者であり、同社社長、会長を歴任。ファイナルファンタジーシリーズの生みの親。LDH元会長、楽天元取締役常務。

## 経歴
- 1961年　兵庫県生まれ。
- 1980年　甲陽学院高等学校卒業。
- 1981年　慶應義塾大学経済学部入学。
- 1986年9月　慶大在学中にスクウェア創業に参加（当時は社員は3人であった）。同会社取締役就任。
- 2000年5月　スクウェア代表取締役社長就任（～2001年12月）
- 2002年　スクウェア取締役会長就任
- 2004年　スクウェア退社後、LDHに入社し、会長などを歴任。
- 2005年3月　楽天取締役常務（2012年8月に退社）

現在は、グローバル・ブレイン シンガポール代表。PTP、ビジネス・ブレークスルー社外取締役。ファーストキャビン顧問。シンガポール在住。

## 人物
スクウェアの創設メンバーで、取締役として参加。ファイナルファンタジーシリーズの制作を企画・指揮し、同社の発展を担った。米子会社スクウェアソフト社長、スクウェア副社長を経て、1996年にはコンビニエンスストアを販売ルートとしたデジキューブを設立。2000年4月4日にスクウェア代表取締役社長に就任し、2001年12月1日に辞任。その後はスクウェア・エニックスの非常勤取締役、LDHの代表取締役会長、楽天の取締役などを経て、PTP会長に就任。